# Гонсалес Перес, Мигель
Мигель Гонсалес Перес (исп. Miguel González Pérez; 27 апреля 1927, Санта-Крус-де-Ла-Пальма, Канарские острова — 6 июля 2021, Мадрид) — испанский футболист, тренер. Двукратный чемпион Испании, обладатель кубка Испании. Игрок сборной Испании.

## Биография

### Карьера футболиста
Начал карьеру в канарских командах — Депортиво Менсахеро, Иберия, Виктория. В 1949 году был приглашён в Атлетико Мадрид. Дебютировал в чемпионате Испании 18 сентября 1949 года в матче с Сельтой. 21 ноября 1949 года отметился дублем в ворота Реал Овьедо. В дебютном сезоне в составе Атлетико Мадрид стал чемпионом Испании. В следующем сезоне Мигель Гонсалес вновь становится чемпионом Испании, проведя всего один матч.
В 1951 году направился в аренду в Реал Овьедо. В 21 матче в Сегунде отметился 9 забитыми мячами. В 1952 году возвращается в Атлетико на ближайшие 8 сезонов становится одним из лидеров команды. В 1960 году решает продолжить карьеру в Сарагосе, где за три сезона забил 17 мячей в 73 матчах. Завершил карьеру в команде Реал Мурсия.

### Национальная сборная
За национальную сборную Мигель Гонсалес провёл 15 матчей. Первый матч за сборную провёл 8 ноября 1953. 6 января 1954 отметился первым забитым мячом в ворота сборной Турции.

#### Матчи Мигеля Гонсалеса засборную Испании
| Дата           | Место проведения                | Матч                       |
| -------------- | ------------------------------- | -------------------------- |
| 8 ноября 1953  | Бильбао, «Сан-Мамес»            | Испания — Швеция — 2:2     |
| 6 января 1954  | Мадрид, «Нуэво Чамартин»        | Испания — Турция — 4:1     |
| 14 марта 1954  | Стамбул, «Мидхат Паша»          | Турция — Испания — 1:0     |
| 9 июня 1955    | Женева, «Стад-де-Шармиль»       | Швейцария — Испания — 0:3  |
| 27 ноября 1955 | Дублин, «Далимаунт-Парк»        | Ирландия — Испания — 2:2   |
| 30 ноября 1955 | Лондон, «Уэмбли»                | Англия — Испания — 4:1     |
| 3 июня 1956    | Лиссабон, «Жамор»               | Португалия — Испания — 3:1 |
| 30 января 1957 | Мадрид, «Сантьяго Бернабеу»     | Испания — Нидерланды — 5:1 |
| 10 марта 1957  | Мадрид, «Сантьяго Бернабеу»     | Испания — Швейцария — 2:2  |
| 1 марта 1957   | Брюссель, «Хейсель»             | Бельгия — Испания — 0:5    |
| 8 мая 1957     | Глазго, «Хэмпден Парк»          | Шотландия — Испания — 4:2  |
| 6 ноября 1957  | Мадрид, «Сантьяго Бернабеу»     | Испания — Турция — 3:0     |
| 24 ноября 1957 | Лозанна, «Олимпик де ла Понтез» | Швейцария — Испания — 1:4  |
| 13 марта 1958  | Франкфурт, «Вальдштадион»       | ФРГ — Испания — 2:0        |

### Тренерская карьера
В марте 1968 года после отставки Отто Глории возглавил Атлетико Мадрид. В оставшихся пяти матчах чемпионата Испании команда под руководством Мигеля Гонсалеса одержала 2 победы, один раз сыграла вничью и потерпела два поражения, финишировав на шестой строчке. Следующий сезон команда снова закончила на шестой строчке турнирной таблицы.
Летом 1969 года Мигель Гонсалес стал главным тренером клуба «Бетис». В первых десяти матчах сезона команда одержала три победы, четыре матча сыграла вничью и потерпела три поражения. Руководство «Бетиса» приняло решение отправить в отставку Мигеля Гонсалеса. Его преемником стал Антонио Барриос.
В декабре 1970 года Мигель Гонсалес стал главным тренером клуба «Эркулес». Под его руководством команда одержала 4 победы, потерпела 5 поражений и три матча сыграла вничью. В феврале 1971 года Мигель Гонсалес был отправлен в отставку.

## Достижения

### В качестве игрока
Атлетико Мадрид
- чемпион Испании: 1949/50, 1950/51
- обладатель кубка Испании: 1959/60